# Academy of Management Review
Academy of Management Review (AMR) ist eine viermal jährlich erscheinende wissenschaftliche Zeitschrift zu betriebswirtschaftlichen Themen. Sie wird von der Academy of Management herausgegeben und gilt als eine der angesehensten Zeitschrift ihrer Fachrichtung. Der derzeitige Chefredakteur ist Jay Barney von der University of Utah.

## Rezeption
Das Zeitschriften-Ranking VHB-JOURQUAL (2008) stuft die Zeitschrift in die beste Kategorie A+ ein, das Zeitschriften-Ranking des Handelsblatt Betriebswirte-Rankings (2009) stuft es in die beste Kategorie 1,00 ein. Das Zeitschriften-Ranking der britischen Association of Business Schools (2010) stuft es in die beste Kategorie 4 ein. Auch in der Liste der relevantesten 50 Fachzeitschriften der Financial Times ist das AMR enthalten.
Der Impact Factor der Academy of Management Review lag im Jahr 2012 bei 7.895. In der Statistik des Social Sciences Citation Index war die AMR mit diesem Impact Factor die meistzitierte Zeitschrift in den Kategorien Business und Management.